# IS (manga)
Pour les articles homonymes, voir IS.
IS (IS 〜男でも女でもない性〜, IS Otoko demo Onna demo nai Sei, litt. « IS, ni un homme ni une femme ») est un josei manga de Chiyo Rokuhana, pré-publié dans le magazine Kiss entre février 2003 et octobre 2009 et publié par Kōdansha en un total de 17 volumes reliés.
Le titre IS signifie InterSexuation, qui est le thème principal du manga.
La série reçoit le prix du manga Kōdansha dans la catégorie shōjō en 2007.

## Synopsis
Trois histoires indépendantes sont développées dans IS, chacune traitant des difficultés rencontrées par des intersexes. Les deux premiers « cas » sont développés dans le premier volume, le troisième cas dans les seize volumes suivants.
Cas 1
Hiromi est une intersexe élevée en tant que fille et qui travaille comme office lady dans un bureau.
Cas 2
Ryoma est un jeune intersexué élevé en tant que garçon. Il changera ensuite son genre pour devenir une femme.
Cas 3
Haru Hoshino est un intersexe n'ayant pas eu d'opération chirurgicale à la naissance pour le faire ressembler plus à un genre qu'à un autre. Mais à 10 mois, ses testicules ont été retirées pour des raisons médicales. De l'école maternelle au collège, il a toujours joué avec les garçons de son âge, et il a donc été élevé comme un garçon. Cependant au lycée, parce que son certificat de naissance indique qu'il est une femme, il est forcé de vivre comme tel pendant trois ans.

## Manga

### Liste des volumes
| no | Japonais         | Japonais          |
| no | Date de sortie   | ISBN              |
| -- | ---------------- | ----------------- |
| 1  | 12 novembre 2003 | 978-4-06-340460-9 |
| 2  | 13 décembre 2004 | 978-4-06-340521-7 |
| 3  | 13 juin 2005     | 978-4-06-340549-1 |
| 4  | 11 novembre 2005 | 978-4-06-340569-9 |
| 5  | 13 mars 2006     | 978-4-06-340584-2 |
| 6  | 13 juillet 2006  | 978-4-06-340599-6 |
| 7  | 13 novembre 2006 | 978-4-06-340618-4 |
| 8  | 13 mars 2007     | 978-4-06-340636-8 |
| 9  | 13 juillet 2007  | 978-4-06-340654-2 |
| 10 | 12 octobre 2007  | 978-4-06-340670-2 |
| 11 | 13 février 2008  | 978-4-06-340688-7 |
| 12 | 13 mai 2008      | 978-4-06-340699-3 |
| 13 | 11 août 2008     | 978-4-06-340713-6 |
| 14 | 13 novembre 2008 | 978-4-06-340725-9 |
| 15 | 13 mars 2009     | 978-4-06-340740-2 |
| 16 | 12 juin 2009     | 978-4-06-340753-2 |
| 17 | 13 octobre 2009  | 978-4-06-340769-3 |

## Série télévisée
Le manga est adapté en drama de 10 épisodes diffusés sur TV Tokyo entre le 18 juillet 2011 et le 19 septembre 2011,. Il met en scène Saki Fukuda (en) dans le rôle de Haru Hoshino et Ayame Gōriki dans celui de Miwako Aihara. Le 25 novembre 2011, les épisodes sortent sous la forme d'un coffret DVD.

## Distinctions
La série reçoit le prix du manga Kōdansha dans la catégorie shōjō en 2007.